# 1650-е

## Догађаји и трендови
- 1651. — завршио се Енглески грађански рат.
- 1651. — рођен Вилијам Дампир, енглески поморац, истраживач, писац, поморски капетан и пират. Први на свету је два пута опловио Земљу, а кренуо је и на трећи обилазак. Први је Енглез, који је истраживао делове Нове Холандије и Нове Гвинеје.
- 1652. — Холандђани основали Кејптаун.
- 1652. — почео Англо-холандски рат.
- 1658. — умро Оливер Кромвел, вођа парламентарних снага у Енглеском грађанском рату.
- 1659. — умро Абел Тасман, холандски истраживач и поморац.

## Наука
- 1650. — умро Рене Декарт, француски филозоф, математичар, научник и утемељитељ аналитичке геометрије.
- 1650. — умро Бартол Кашић, хрватски писац и лингвиста.
- 1652. — рођен Мишел Рол, француски математичар, познат по Роловој теореми.
- 1656. — рођен Едмунд Халеј, енглески астроном, математичар, метеоролог и физичар.

## Култура
- 1650. — умрла Артемизија Ђентилески, италијанска сликарка.
- 1656. — Веласкез слика Младе племкиње

### Музика
- 1658. — рођен Ђузепе Торели, италијански виолиниста и велики мајстор кончерта гроса.

### Архитектура
- 1653. — након 22 године градње, довршен Таџ Махал у Индији.